# Michael Vartan
Michael S. Vartan (ur. 27 listopada 1968 w Boulogne-Billancourt) – francuski aktor filmowy i telewizyjny ormiańskiego, bułgarskiego, węgierskiego i polskiego pochodzenia.

## Życiorys

### Wczesne lata
Przyszedł na świat w rodzinie amerykańskiej Żydówki polskiego pochodzenia artystki malarki Doris (z domu Pucher) i Francuza bułgarskiego pochodzenia muzyka Eddiego Vartana (ur. 10 sierpnia 1937 w Sofii, zm. 19 stycznia 2001 w Paryżu). Jego ciotka ze strony ojca to francuska piosenkarka Sylvie Vartan. Kiedy miał pięć lat, jego rodzice się rozwiedli i wraz z matką przeprowadził się do Stanów Zjednoczonych. Jako nastolatek powrócił wraz z ojcem do Francji i dorastał w Fleury, małym miasteczku w Dolnej Normandii. W 1984 roku matka wyszła ponownie za mąż za Iana La Frenaisa, brytyjskiego scenarzystę odznaczonego Orderem Imperium Brytyjskiego.
Ponieważ Vartan nie chciał odbywać obowiązkowej służby wojskowej wymaganej we Francji, mając osiemnaście lat przeniósł się z powrotem z matką do Los Angeles, gdzie uczęszczał do szkoły aktorskiej.

### Kariera
Zadebiutował na dużym ekranie w filmie Mężczyzna i dwie kobiety (Un homme et deux femmes, 1991) u boku Lamberta Wilsona. Pojawił się w komediodramacie Żałobnik (The Pallbearer, 1996) z Davidem Schwimmerem i Gwyneth Paltrow oraz jednym z odcinków sitcomu NBC Przyjaciele (Friends, 1997) jako dr Tim Burke, syn doktora Richarda Burke’a (Tom Selleck). Otrzymał nominację do nagrody MTV za najlepszy pocałunek z Drew Barrymore w komedii romantycznej Ten pierwszy raz (Never Been Kissed, 1999). 
Rola Michaela C. Vaughna w serialu sci-fi ABC Agentka o stu twarzach (Alias, 2001-2006) przyniosła mu nominację do nagrody Saturna oraz trzykrotnie był nominowany do Teen Choice Awards. W serialu TNT Hawthorne (2009) wystąpił jako dr Tom Wakefield.
Związany był z Shannon Gleason (1988-98) i Jennifer Garner (2003-2004). 2 kwietnia 2011 roku poślubił Lauren Skaar, lecz w roku 2014 doszło do rozwodu.

## Filmografia

### Filmy fabularne
- 1991: Mężczyzna i dwie kobiety (Un homme et deux femmes) jako Fred
- 1992: Letnie spacery (Promenades d'été) jako Thomas
- 1992: Wolny strzelec (Stringer) jako Chris
- 1993: Kwiatuszek (Fiorile) jako Jean/Massimo
- 1995: Ślicznotki (To Wong Foo, Thanks for Everything, Julie Newmar) jako Tommy (Bully)
- 1996: Żałobnik (The Pallbearer) jako Scott
- 1997: Zjazd (The Myth of Fingerprints) jako Jake
- 1997: Dotknij mnie (Touch Me) jako Adam
- 1998: Zabójcza przyjaźń (Dead Man’s Curve) jako Chris
- 1999: Ten pierwszy raz (Never Been Kissed) jako Sam Coulson
- 2000: Piasek (Sand) jako Tyler Briggs
- 2000: Układ prawie idealny (The Next Best Thing) jako Kevin Lasater
- 2000: To musisz być ty (It Had to Be You) jako Charlie Hudson
- 2002: Zdjęcie w godzinę (One Hour Photo) jako Will Yorkin
- 2005: Sposób na teściową (Monster-in-Law) jako Kevin Fields
- 2007: Zabójca (Rogue) jako Pete McKell
- 2008: Jolene jako Brad

### Filmy TV
- 1988: Black Leather Jacket jako motocyklista
- 2001: Mgły Avalonu (The Mists of Avalon) jako Lancelot

### Seriale TV
- 1993: Upadłe anioły (Fallen Angels) jako Harry Stone
- 1993: Spender jako Paul Ducheyne
- 1997: Ally McBeal jako Jonathan Basset
- 1997: Przyjaciele (Friends) jako dr Tim Burke
- 2001-2006: Agentka o stu twarzach (Alias) jako Michael C. Vaughn
- 2005: Kuchnia konfidencjalna (Kitchen Confidential) jako Michel Valentine
- 2007-2008: Wielkie strzały (Big Shots) jako James Walker
- 2009: Hawthorne jako dr Tom Wakefield